# Johnny Reklai
Johnny Reklai (ur. 1 lipca 1948, zm. 11 marca 2007) – palauaski biznesmen i polityk. Przewodniczący Senatu Palau VII kadencji, członek Izby Przedstawicieli Palau w kadencjach od I do III, senator od IV do VII kadencji, w trakcie której zmarł.
Ukończył szkołę podstawową Koror Elementary School, oraz szkołę średnią Palau High School. Studiował na University of Guam.
Johnny Reklai w trakcie swojej kariery zawodowej był prezesem spółek: Republic Express Inc., JRCO Family Finance, Ketund Corp., Sun Dancer, JRCO/Ice Express, Farm Corp. oraz wiceprezesem Palau Shipping and Palau Horizon. Był również członkiem zarządu Pacific Savings Bank, Western Caroline Trading Company, United Micronesia Development Association, Inc.
Jako polityk Johnny Reklai był wieloletnim członkiem władz konstytucyjnych Palau, trzykrotnie zasiadał w Izbie Przedstawicieli Palau od 1981 do 1992 roku, następnie w latach 1993 - 2007 czterokrotnie był wybierany do Senatu Palau. Zmarł w trakcie VII kadencji Senatu, w trakcie której był jego przewodniczącym. Jego następcą, po przeprowadzeniu wyborów uzupełniających został Hokkons Baules. Przewodniczącym Senatu po śmierci Johnny Reklai został Surangel Whipps.